# Катер проєкту 376
Катери проєкту 376 (шифр «Сєвєр», рос. Север) також відомі як тип Ярославець (за головним катером проєкту) за класифікацією НАТО PO-2 — назва серії службово-допоміжних катерів.

## Історія
До 1948 року в конструкторському бюро МСП, було розроблено та затверджено проєкт універсального катера для потреб ВМС та народного господарства. За основу було узято катер типу «Я», що випускався у 1930-1940-х роках. Проєкт отримав номер 376 й шифр «Сєвєр». У 1953 році на суднобудівному заводі №345 було спущено на воду головний катер проєкту, який отримав свою назву — «Ярославець» від назви підприємства. Другим підприємством, яке розпочало виробництво катерів став «Сосновський суднобудівний завод» № 640 у Кіровській області. Малі серії катерів будувалися на заводі у Руссі Новгородського району і на Красноярському суднобудівному-судноремонтному заводі, на заводі «Ленінська кузня»‎ та верфах у Варні в Болгарії.

## Модифікації
За початковим проєктом передбачалась розробка трьох модифікацій катеру: робочого, митного й водолазного, які б мали можливість перевозитися залізницею.
На базі проєкту були розроблені наступні модифікації:
- рейдовий катер, катер радіаційної й хімічної розвідки, санітарний катер — 376;
- роз'їзний робочий катер — Р376; Р376У; РН376У
- рейдовий робочий катер модернізований (буксирний катер) — РМ376;
- навчальний катер — РМУ376;
- морський гідрографічний промірний бот — Г376;
- великий гідрографічний катер типу «ГПБ-511» — Г376У;
- рейдовий водолазний бот — РВ376, РВ376У
- рейдовий водолазний бот з декомпресійною камерою — РВК376;
- пасажирський катер і для потреб народного господарства — РВН376У;
- водолазний катер модернізований — РВМ376 (03766);
- рейдовий водолазний катер — РВМ376У;
- катер-тральщик контактних і неконтактних мін (рейдовий тральщик) — Т376;
- катерний тральщик зразка 1957 року — Т376У
- катер-торпедолов — Л376;
- катер-торпедолов зразка 1954 року — ТЛ376;
- шукач донних мін і затонулих торпед — И376, И376У;
- артилерійський катер (озброєний рейдовий бот) — В376;
- великий сторожовий катер — РВ376, РВ376А;
- середнє митне судно — РВК376
- мінометний катер — М376
- ПСКА для Азовського моря — П376 (03765)

### Модернізація
Подальшим розвитком проєкту є універсальний катер проєкту 02220 «Ярославець–М». Катер розроблявся як універсальний — патрульний, службово-роз'їзний, прогулянковий, для транспортування різних вантажів, буксирування малих суден, або катер забезпечення. Були поліпшені комфорт і побут катера, встановлений додатковий санвузол і душ для команди. Головний катер (заводський номер 061) модернізованого проєкту був спущений на воду на ВАТ «Ярославський суднобудівний завод» 25 червня 2015 року. Основні характеристики судна:
- Довжина — 19,75 м,
- Ширина — 3,98 м,
- Осадка (середня) — 1,2 м,
- Водотоннажність (повна) — 40,0 тонн,
- Пасажиромісткість — 12 ос.,
- Двигун — ЯМЗ-238Р (150 к.с.)

## Оператори
Катери у різноманітних модифікаціях були представлені в усіх флотах СРСР, пізніше у більшості колишніх республік, у деяких з яких вони працюють до цього часу.
- Двічі Червонопрапорний Балтійський флот: РК-17, РК-170, РК-2052, БГК-719, РК-2066, РК-2067, РК-2069.
- Червонопрапорна каспійська флотилія: БГК-160, РВК-887, ОК-08
- Червонопрапорний Тихоокеанський флот: РК-527, РК-964, РК-1153, РК-2036, РВК-2049,
- Червонопрапорний Північний флот: РК-1351, РК-2047.
- Червонопрапорний Чорноморський флот: РК-25, РК-51, РК-516, РК-518, РК-621, РК-636, РК-708, РК-2064, РВК-156, РВК-438, РВК-617, РВК-659, РВК-860.

Після розподілу ВМФ СРСР катери проєкту продовжили службу у Вірменії, Білорусі, Латвії (1 в адміністрації Ризького порту), Литві (1 гідрографічний катер), Україні, Естонії.
- Україна: має катери цього типу (наприклад, U171 та U173), причому використовують їх навіть як артилерійські катери у складі дивізіонів кораблів охорони та забезпечення військово-морських баз. У липні 2018 року Військово-Морські Сили Збройних Сил України придбали для своїх потреб водолазний бот «Яуза» типу «Ярославець», проєкт РВМ-376 (03766), 1983 року випуску. Раніше катер ніс службу на Кременчуцькій рятувальній станції[3].

Також катери були експортовані до наступних країн:
- Албанія: 11 одиниць
- Болгарія: 34 одиниці (катери пр. Р376 побудовані у Варні та Руссі)
- В'єтнам: 10 одиниць
- Єгипет: 2 одиниці
- Ірак: 3 одиниці
- Кампучія: 1 одиниця